# Hellboy (comics)
Pour les articles homonymes, voir Hellboy.
Hellboy est une série de comics mettant en scène le personnage éponyme, écrite et dessinée par Mike Mignola. Elle est constituée de one-shots et miniséries publiés par Dark Horse Comics aux États-Unis et traduits par Delcourt (qui succède à Dark Horse France) en France.
Un univers étendu, pour partie inédit en France, intègre les séries BPRD (dont BPRD, BPRD : L'Enfer sur Terre, BPRD : Origines, Hellboy & BPRD, et BPRD : Un mal bien connu), les Dossiers secrets de Hellboy, Abe Sapien, Witchfinder, Sledgehammer 44 et Lobster Johnson.

## Histoire
Anung Un Rama est né de l'union d'un démon et d'une humaine et a vécu en enfer pendant sa jeunesse, jusqu'à ce qu'il soit invoqué en 1944 par Raspoutine. Le moine, ayant survécu à son assassinat de 1916, avait été engagé par Heinrich Himmler et travaillait donc pour le compte des nazis. Ces derniers comptaient utiliser la créature pour changer l'issue de la Seconde Guerre mondiale, mais l'invocation ne se déroula pas comme prévu et Anung Un Rama fut finalement recueilli et élevé par l'armée américaine et le professeur Trevor Bruttenholm, qui lui donna son nom : Hellboy (littéralement : « garçon de l'enfer »). Devenu adulte, il a intégré une agence spécialisée dans la lutte contre les menaces paranormales, le Bureau for Paranormal Research and Defense.
Il est aidé dans ses enquêtes par Liz Sherman, qui possède des talents de pyrokinésiste, et Abraham « Abe » Sapien, une créature amphibienne. Au fur et à mesure des épisodes, la distribution s'étoffe avec de nouveaux alliés comme Roger l'homoncule ou Lobster Johnson, un héros du passé.
Cependant, Hellboy apprend un jour que le B.P.R.D. avait placé une bombe dans Roger, pour parer à toute éventualité. Particulièrement remonté contre son employeur, il décide de démissionner et de partir en voyage. Sa quête le conduit à remonter les origines de sa lignée maternelle, liée à la royauté britannique, et à combattre le retour de la Reine des Sorcières…
L'équipe restante, constituée d'Abe Sapien, Liz Sherman et Roger, continue ses missions avec un nouveau membre, Johann Kraus. Par la suite, pour faire face à une invasion de monstres grenouilles et à la menace de nouveaux ennemis, le BPRD déménage dans un autre quartier général et accueille un nouveau leader, Benjamin Daimio, mystérieusement revenu à la vie après avoir été déclaré mort pendant plusieurs jours.

## Les personnages
- Hellboy

- Liz Sherman : née à Kansas City le 15 avril 1962, Liz était une enfant parfaitement normale… jusqu’à ses 11 ans, âge auquel ses capacités pyrokinétiques ont commencé à se manifester. Sa famille – ses parents et son frère – a péri dans l’incendie causé par ses pouvoirs, qui a également détruit une partie de la ville. 32 victimes au total, dont 3 pompiers. Son dossier mentionne que sa dernière manifestation non contrôlée remonte au 4 juillet 1984. Elle a été recrutée par le B.P.R.D. où elle a appris à contrôler – jusqu’à un certain point – sa puissance de feu. Elle a souvent fait équipe avec Hellboy et Abraham Sapiens. Son trauma d’enfance l’a laissée amère et déprimée. Elle a plusieurs fois quitté le B.P.R.D. mais l'a toujours réintégré, probablement parce que c’est ce qui se rapproche le plus d'une famille. Détestant le don qui a causé la mort de sa famille, elle a essayé de s’en débarrasser en le « transférant » dans  l’enveloppe vide de Roger l’homoncule qui, du coup, revient à la vie. Mais le don de Liz fait partie intégrante d’elle-même. Transportée d’urgence au centre Wauer (Roumanie), elle y décède peu après. Quand Roger, ramené par Hellboy et Kate, lui restitue son pouvoir, elle recouvre la vie. Quelque temps plus tard, elle se rend au Temple d’Agartha dans les montagnes de l'Oural, où elle passe deux ans dans une communauté de moines. Grâce à leurs enseignements, elle a maintenant le contrôle presque total de sa pyrokinésie ; elle essaye à présent de surmonter le traumatisme dont le souvenir provoque toujours un déchainement de puissance. Les  cénobites  furent massacrés et « l’esprit » de Liz dérobé par les esclaves du Roi de la Peur, lequel voulait maîtriser son pouvoir. Elle fut sauvée par l’équipe envoyée par le B.P.R.D. composée d’Abraham Sapien, Roger et Johann Kraus (nouvellement arrivé au sein du Bureau). Après cet épisode, elle décida de retourner au B.P.R.D. Elle y est actuellement agent de terrain et essaye de s’accommoder des changements effectués dans l’équipe – notamment la nomination de Capitaine Daimio comme leader. Récemment, son pouvoir a été considérablement accru par un artéfact mystérieux, lui permettant de vaincre Katha-Hem.

- Abraham « Abe » Sapien : il a été découvert dans une chambre scellée, sous l'hôpital Saint Trinian de Washington. Tout indique qu'il aurait eu une existence antérieure qui remonte à la guerre de Sécession avant de devenir  l'humanoïde amphibien que nous connaissons. Il a été surnommé de la sorte à cause d'un papier épinglé sur le caisson où il a été trouvé, disant « Ichtyo Sapien April 14 1865 » (cette date correspond au jour de la mort du président Lincoln).

- Roger l'homoncule : c'est un homoncule, c'est-à-dire un être fait d'herbes et de sang humain. Découvert dans le laboratoire d'un alchimiste en Roumanie, Roger est ramené à la vie grâce au pouvoir pyrokinétique de Liz Sherman (voir Au nom du diable).

- Lobster Johnson : apparu pour la première fois dans Le Ver conquérant, Lobster Johnson se fit connaître pendant la Seconde Guerre mondiale, dans des pulps le mettant en scène combattant des nazis ou des monstres surnaturels.  Il fit l'objet de films de série B mais, bien que considéré comme un personnage fictif, il rencontra effectivement Hellboy dans le château de Hunte, qu'il gardait depuis des années. Laissant tout d'abord planer le doute sur son existence, oubliant délibérément une carte arborant son logo (une pince de homard) sur laquelle était écrit « Fiction ? », Johnson, pourtant nihiliste, apporta son aide au B.P.R.D. en se sacrifiant pour sauver Roger l'homoncule. En secourant celui-ci alors qu'il était dévoré de l’intérieur par un ver géant, il mourut électrocuté, immortalisant sa légende.

- Kate Corrigan : Kate Corrigan travaille pour le Bureau pour la Recherche Paranormale et la Défense. Elle était professeur d'histoire à l'université de New York (spécialisée dans le folklore) avant de rejoindre le Bureau en 1984 en tant que conseillère. Elle a écrit seize livres sur le folklore et l'histoire occulte, y compris les confessions d'Isobel Gowdie. Kate préfère l'étude sur le terrain, bien qu'elle reste habituellement en dehors de l'action. Sa première mission a eu lieu en mai 1994. Hellboy et elle étudiaient les massacres de masse dans le petit village européen de Griart ; Kate pensait que le village était probablement St. Auguste et que les massacres étaient imputables aux loups-garous. Elle vit le premier fantôme de son existence au cours de cette mission. En 1995, Kate est promue directeur des enquêtes in situ, un poste précédemment occupé par le professeur Trevor Bruttenholm et le Dr Tom Manning. C'est l'un des personnages principaux de la série dérivée BPRD.

- Johann Kraus : Johann Kraus était un médium allemand. Alors que son esprit s'était détaché de son corps au cours d'une transe, une catastrophe paranormale détruisit, entre autres, son corps inerte. Quand l'esprit de Johann revint, son enveloppe charnelle était détruite. Il réussit cependant à échapper à la désintégration et le B.P.R.D. lui fabriqua une enveloppe artificielle. Johann Kraus fait désormais équipe avec Liz Sherman, Abe Sapien et Roger l'homoncule. Il peut redonner vie aux esprits d'êtres morts pour qu'ils lui racontent ce qu'ils ont vu.

- Dr Tom Manning : c'est le directeur du B.P.R.D.

- Professeur Trevor « Broom » Bruttenholm : c'est un professeur britannique spécialisé dans le surnaturel. Avec l'armée américaine, il a recueilli Hellboy et l'a élevé comme un fils. Il a été directeur du BPRD avant Manning.

## Analyse
Parmi les influences évidentes (et revendiquées) de Mike Mignola pour Hellboy, on peut citer Howard Phillips Lovecraft, Jack Kirby ou Edgar Allan Poe.
On notera que le principe de la série, la lutte contre les formes obscures, permet à l'auteur de puiser dans une source intarissable d'inspirations. On y retrouve ainsi des références à la démonologie (Astaroth), à l'histoire (Barbe Noire), à la littérature (Cthulhu, la poésie), aux religions et à de nombreuses mythologies : égyptienne (Anubis), grecque (Hécate), slave (Baba Yaga), celte (Le Roi Arthur, la Fée Morgane)…

## Parutions
Ne sont listées ci-dessous que les épisodes de la série principale mettant en scène le personnage de Hellboy.
Deux autres séries traitent des aventures du héros : Hellboy Aventures et Hellboy : Histoires bizarres.
Des séries dérivées prenant place dans la même continuité complètent également l'univers mis en place par Mike Mignola : BPRD, Abe Sapien, Witchfinder et Lobster Johnson.

### Version originale
Sous le label Dark Horse Legend
| Liste des mini-séries - Seeds of Destruction #1-4 (1994) - Wake The Devil #1-5 (1995-1996) - Almost Colossus #1-2 (1997) - Hellboy: Box Full of Evil #1-2 (1999) - Conqueror Worm #1-4 (2001) - The Third Wish #1-2 (2002) - The Island #1-2 (2005) - Makoma #1-2 (2006) - Darkness calls #1-6 (2007) - The Crooked Man #1-3 (2008) - The Wild Hunt #1-8 (2008-2009) - The Storm #1-3 (2010) - The Sleeping and the Dead #1-2 (2010-2011) | Liste des one shots - The Corpse and the Iron Shoes (1996) - Hellboy Christmas Special (1997) - The Corpse (2004) - They That Go Down to the Sea in Ships (2007) - The Mole and Other Stories (2008) - In the Chapel of Moloch (2008) - The Bride of Hell (2009) - Hellboy in Mexico (2010) - Beasts of Burden (2010) - Double Feature of Evil (2010) |

Crossover avec d'autres éditeurs
- Ghost / Hellboy #1-2 (1996)
- Painkiller Jane / Hellboy #1 (1998)
- Batman / Hellboy / Starman #1-2 (1999)

### Version française

#### Dark Horse France
- 1 Les Germes de la destruction 1, 1994
Scénario : John Byrne - Dessin : Mike Mignola - Couleurs : Matt Hollingsworth
- 2 Les Germes de la destruction 2, décembre 1994
Scénario : John Byrne - Dessin : Mike Mignola - Couleurs : Matt Hollingsworth
- 3 Les Loups de Saint Auguste
Scénario et dessin : Mike Mignola - Couleurs : Matt Hollingsworth
- 4 Au nom du diable
Scénario et dessin : Mike Mignola - Couleurs : Matt Hollingsworth

#### Semic
- Rencontres, de James Robinson, Mike Mignola, et Matt Hollingsworth paru en 2004 dans la collection « Semic Books ».

Cet album contient la mini-série Batman/Hellboy/Starman, qui avait déjà été éditée en 1999 dans Batman hors-série no 9, la deuxième partie de cet album ne concernant que Batman et Starman.
Semic a également publié en kiosque :
- Ghost no 5 (2000), reprenant les épisodes Ghost/Hellboy #1-2
- Collection Image no 18 (2004), reprenant les épisodes Savage Dragon #34-35 (crossover avec Hellboy)

#### Delcourt
Tous les albums font partie de la collection « Contrebande ».
Delcourt publie en alternance inédits et rééditions des albums Dark Horse France, ce qui explique que la numérotation des albums ne correspond pas à la chronologie de la parution.
- 1 Les Germes de la destruction, février 2002
Scénario : Mike Mignola et John Byrne - Dessin : Mike Mignola - Couleurs : Mark Chiarello et Matt Hollingsworth
- 2 Au nom du diable, juin 2003
Scénario et dessin : Mike Mignola - Couleurs : James Sinclair
- 3 Le Cercueil enchaîné, mars 2000
Scénario et dessin : Mike Mignola - Couleurs : James Sinclair, Matthew Hollingsworth et Dave Stewart
- 4 La Main droite de la mort, février 2001
Scénario et dessin : Mike Mignola - Couleurs : Dave Stewart
- 5 Le Diable dans la boîte, novembre 1999
Scénario et dessin : Mike Mignola - Couleurs : Dave Stewart
- 6 Le Ver conquérant, septembre 2002
Scénario et dessin : Mike Mignola - Couleurs : Matt Hollingsworth
- 7 Le Troisième souhait, juin 2006
Scénario et dessin : Mike Mignola - Couleurs : Dave Stewart - Existe aussi en édition spéciale grand format N&B
- 8 Trolls et sorcières, mai 2008
Scénario : Mike Mignola - Dessin : Mike Mignola, Richard Corben, P. Craig Russell - Couleurs : Lovern Kindzierski, Dave Stewart
- 9 L'Appel des ténèbres, octobre 2008
Scénario : Mike Mignola - Dessin : Mike Mignola et Duncan Fegredo - Couleurs : Dave Stewart
- 10 La Grande Battue, mars 2010
Scénario : Mike Mignola - Dessin : Duncan Fegredo - Couleurs : Dave Stewart
- 11 L'Homme tordu, mars 2011
Scénario : Mike Mignola et Joshua Dysart - Dessin : Mike Mignola, Richard Corben, Jason Shawn Alexander et Duncan Fegredo - Couleurs : Dave Stewart et Lovern Kindzierski
- 12 La Fiancée de l'enfer, mars 2012
Scénario : Mike Mignola - Dessin : Mike Mignola, Richard Corben, Kevin Nowlan et Scott Hampton - Couleurs : Dave Stewart et Kevin Nowlan
- 13 L'Ultime Tempête, février 2013
Scénario : Mike Mignola - Dessin : Duncan Fegredo - Couleurs : Dave Stewart
- 14 Masques & monstres, juin 2015
Scénario : Mike Mignola - Dessin : Mike Mignola,James Robinson - Couleurs : Dave Stewart
- 15 Hellboy au Mexique , mai 2016
Scénario : Mike Mignola - Dessin : Mike Mignola, Richard Corben, Gabriel Bá, Fabio Moon, Mike McMahon - Couleurs : Dave Stewart
- 16 Le Cirque de minuit , janvier 2018
Scénario : Mike Mignola - Dessin : Duncan Fegredo, Gary Gianni - Couleurs : Dave Stewart
- HS La Bible infernale, novembre 2003
Scénario et dessin : Mike Mignola - Couleurs : Dave Stewart

À partir de 2014, une nouvelle série Hellboy en Enfer apparait. Elle fait suite au premier cycle qui se conclut avec L'Ultime Tempête :
- 1 Secrets de famille, avril 2014
Scénario et dessin : Mike Mignola - Couleurs : Dave Stewart
- 2 La Carte de la mort, novembre 2016
Scénario : Mike Mignola, Tod Mignola - Dessin : Mike Mignola - Couleurs : Dave Stewart

A noter que le personnage apparaît dans le tome 3 de "The Goon" d'Eric Powell. (Dessins de Mike Mignola et Eric Powell.)

## Adaptations dans d'autres médias

### Romans
Hellboy a fait l'objet d'une série de romans et d'anthologies (en) par Christopher Golden, pour partie inédits en français (à l'exception de Hellboy : L'Armée maudite).

### Filmographie

#### Cinéma
- Hellboy de Guillermo Del Toro sorti en 2004, avec Ron Perlman, Karel Roden, Selma Blair et John Hurt
- Hellboy 2 : Les légions d'or maudites de Guillermo Del Toro, sorti en 2008
- Hellboy de Neil Marshall sorti en 2019, avec David Harbour
- Hellboy: The Crooked Man de Brian Taylor prévu en 2024, avec Jack Kesy

#### Films d'animation
- Hellboy : Le Sabre des tempêtes (Sword of Storms)
- Hellboy : De Sang et de fer (Blood and Iron)

Ces OAV sont réalisés par Tad Stone, avec la collaboration de Mike Mignola. Les acteurs des films prêtent leur voix aux personnages.

### Jeux vidéo
- Hellboy: Dogs of the Night, ou Hellboy: Asylum Seeker dans sa version pour console, est un jeu vidéo d'action-aventure développé et édité par Cryo Interactive, sorti en 2000 sur PC et PlayStation. Le jeu reprend et adapte l'univers et les personnages du comics éponyme.

- Un jeu vidéo intitulé Hellboy: The Science of Evil paraît sur les consoles XBox 360 et Playstation 3 en 2008.

- Le personnage apparaît dans EA Sports UFC 2 (2016) en tant que personnage jouable (via un DLC).

- Le personnage apparaît dans Injustice 2 (2017) en tant que personnage jouable (via un DLC).

- Le personnage apparaît dans EA Sports UFC 3 (2018) en tant que personnage jouable (via un DLC).